# Euphorbia vedica
Euphorbia vedica là một loài thực vật có hoa trong họ Đại kích. Loài này được Ter-Chatsch. mô tả khoa học đầu tiên năm 1965.